# Filmographie de Phil Collins
Voici la filmographie complète de Phil Collins avec la mention du box-office, si elle est disponible.
Sauf mention contraire ou complémentaire, la filmographie est issue du site Internet Movie Database.
| Année | Titre                                                       | Titre original          | Titre québécois                          | Profession(s) | Profession(s) | Profession(s)                 | Box-office                 | Budget        |
| Année | Titre                                                       | Titre original          | Titre québécois                          | Acteur        | Doubleur      | Auteur-compositeur-interprète | Box-office                 | Budget        |
| ----- | ----------------------------------------------------------- | ----------------------- | ---------------------------------------- | ------------- | ------------- | ----------------------------- | -------------------------- | ------------- |
| 1964  | Quatre Garçons dans le vent                                 | A Hard Day's Night      | Quatre Garçons dans le vent              | Oui           |               |                               | -                          | 560 000 $     |
| 1965  | R3 (série télévisée)                                        |                         |                                          | Oui           |               |                               | -                          | -             |
| 1967  | Calamity the Cow                                            |                         |                                          | Oui           |               |                               | -                          | -             |
| 1968  | Chitty Chitty Bang Bang                                     |                         |                                          | Oui           |               |                               | -                          | 10 000 000 $  |
| 1985  | Deux flics à Miami (série télévisée)                        | Miami Vice              | Deux flics à Miami                       | Oui           |               |                               | -                          | -             |
| 1985  | La revanche de Porky                                        | Porky's Revenge         | La revanche de Porky                     |               |               | Oui                           | États-Unis : 20 518 905 $  | 900 000 $     |
| 1986  | The Two Ronnies (série télévisée)                           |                         |                                          | Oui           |               |                               | -                          | -             |
| 1986  | When the Wind Blows                                         |                         |                                          |               |               | Oui                           | États-Unis : 5 274 $       | -             |
| 1988  | Buster                                                      |                         |                                          | Oui           |               |                               | États-Unis : 540 000 $     | -             |
| 1991  | Hook ou la Revanche du Capitaine Crochet                    | Hook                    | Hook ou la Revanche du Capitaine Crochet | Oui           |               |                               | États-Unis : 119 654 823 $ | 70 000 000 $  |
| 1993  | Comic Relief: The Invasion of the Comic Tomatoes (téléfilm) |                         |                                          | Oui           |               |                               | -                          | -             |
| 1993  | Frauds                                                      |                         |                                          | Oui           |               |                               | -                          | -             |
| 1993  | Les soldats de l'espérance (téléfilm)                       | And the Band Played On  | Les soldats de l'espérance               | Oui           |               |                               | -                          | -             |
| 1995  | Balto                                                       |                         | Balto chien-loup, héros des neiges       |               | Oui           |                               | États-Unis : 11 348 324 $  | -             |
| 1999  | Tarzan                                                      |                         | Tarzan                                   |               |               | Oui                           | M : 448 191 819 $          | 150 000 000 $ |
| 2003  | Frère des ours                                              | Brother Bear            | Frère des ours                           |               |               | Oui                           | M : 250 397 798 $          | -             |
| 2003  | Le Livre de la jungle 2                                     | The Jungle Book 2       | Le Livre de la jungle 2                  |               | Oui           |                               | M : 135 703 599 $          | 20 000 000 $  |
| 2008  | The Naked Brothers Band                                     | The Naked Brothers Band |                                          | Oui           |               |                               | -                          | -             |